# Harry Behlau
Harry Behlau (* in Bochum) ist ein deutscher Bühnen- und Kostümbildner.

## Leben
Behlau studierte in Essen und schloss dieses Studium als Dipl.-Ing. Architekt ab.
Während eines Zweitstudiums der Theaterwissenschaften und Germanistik in München arbeitete er mehrere Jahre nebenbei als Requisiteur an den Münchner Kammerspielen und assistierte mehrfach als Bühnen- und Kostümbildner.
Mit eigenen Arbeiten stellte er sich an verschiedenen deutschen Theatern vor, u. a. in Bruchsal, Bremerhaven, Dortmund, Dinslaken, Marburg, München, Berlin, Fritz-Reuter-Bühne am Mecklenburgischen Staatstheater Schwerin – und immer wieder auch an der Burghofbühne. Außerdem stammt das Bühnenbild bei den Altmühlsee-Festspielen 2013 in Muhr am See von ihm.
Für verschiedene Filme bei der Bavaria und für einige Projekte der Hochschule für Film und Fernsehen München entwarf er die Ausstattung und die Kostüme. Harry Behlau ist Mitbegründer der seit 2002 existierenden Ateliergemeinschaft ARTverandt in Berlin, in der u. a. Ausstattungen für den Eventbereich entworfen und hergestellt werden.